# 임철웅
임철웅(任哲雄, 1961년 10월 27일 ~ )은 조선민주주의인민공화국의 정치인이다. 내각 부총리 겸 조선로동당 중앙정치국 후보위원이다.

## 경력
2001년 6월, 철도성 참모장에 임명된 이후 2007년 평양철도국 국장을 거쳐 2009년 1월, 철도성 참모장에 임명되었다. 2014년 5월 내각 부총리가 되었다. 2016년 5월, 조선로동당 중앙위원회 위원 겸 당 정치국 후보위원에 올랐다.

## 같이 보기
- 조선민주주의인민공화국의 정치